# Sameting

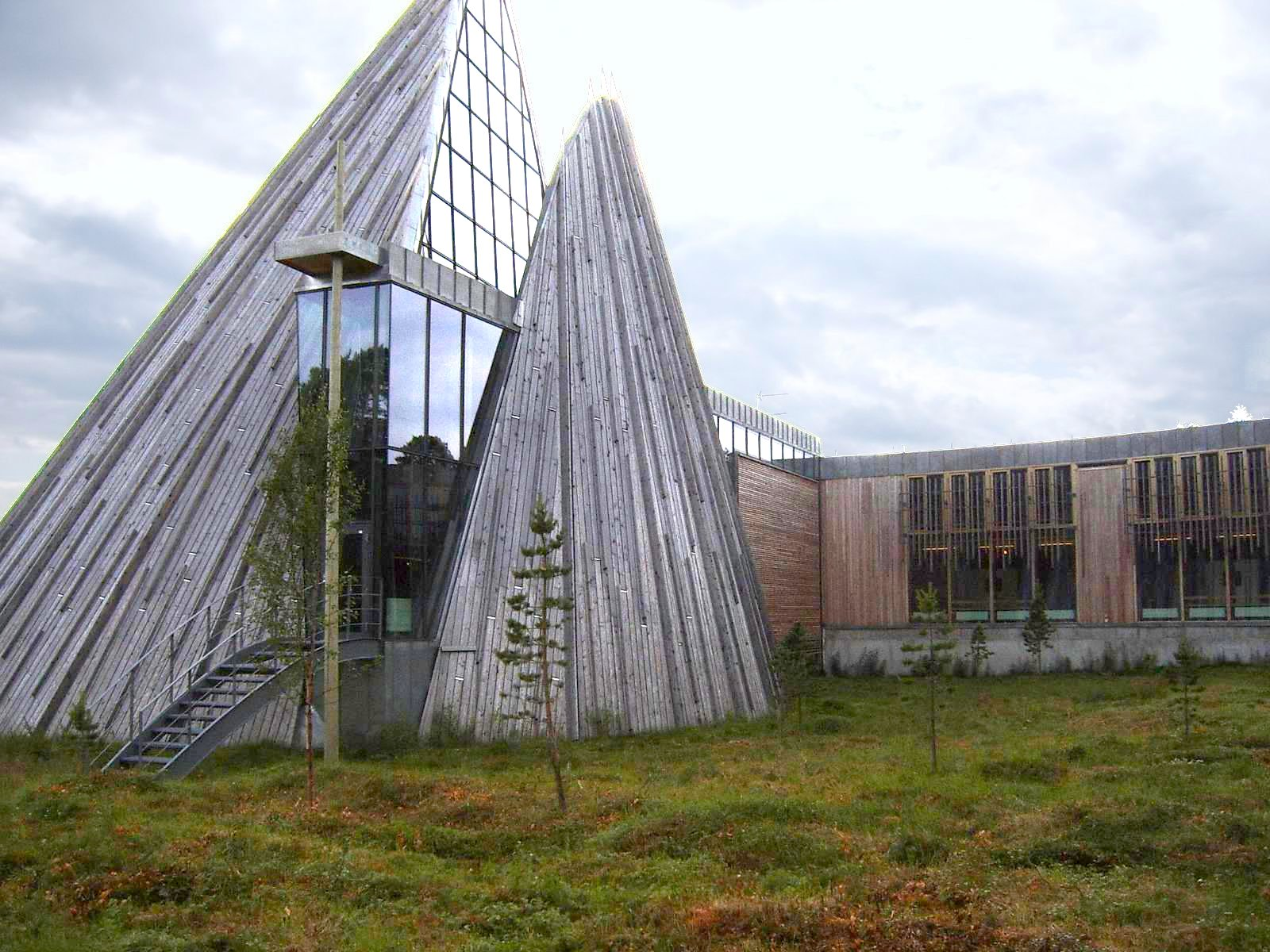
Das Gebäude des norwegischen Sametings in Karasjok

Ein Sameting, originalsprachlich nordsamisch Sámediggi, inarisamisch Sämtigge, skoltsamisch Sääʹmteʹǧǧ, schwedisch und norwegisch Sametinget, finnisch Saamelaiskäräjät ist eine parlamentarische Vertretung des Volks der Samen in Finnland, Schweden und Norwegen. In jedem dieser drei Länder existiert eine entsprechende Institution, die zur Aufgabe hat, die kulturelle Selbstbestimmung des Minderheitenvolkes umzusetzen. Alternative, international gebräuchliche Übersetzungen bezeichnen die Volksvertretungen nicht als Ting, sondern Parlament, z. B. „Samisches Parlament“ oder „Samen-Parlament“.

## Finnland

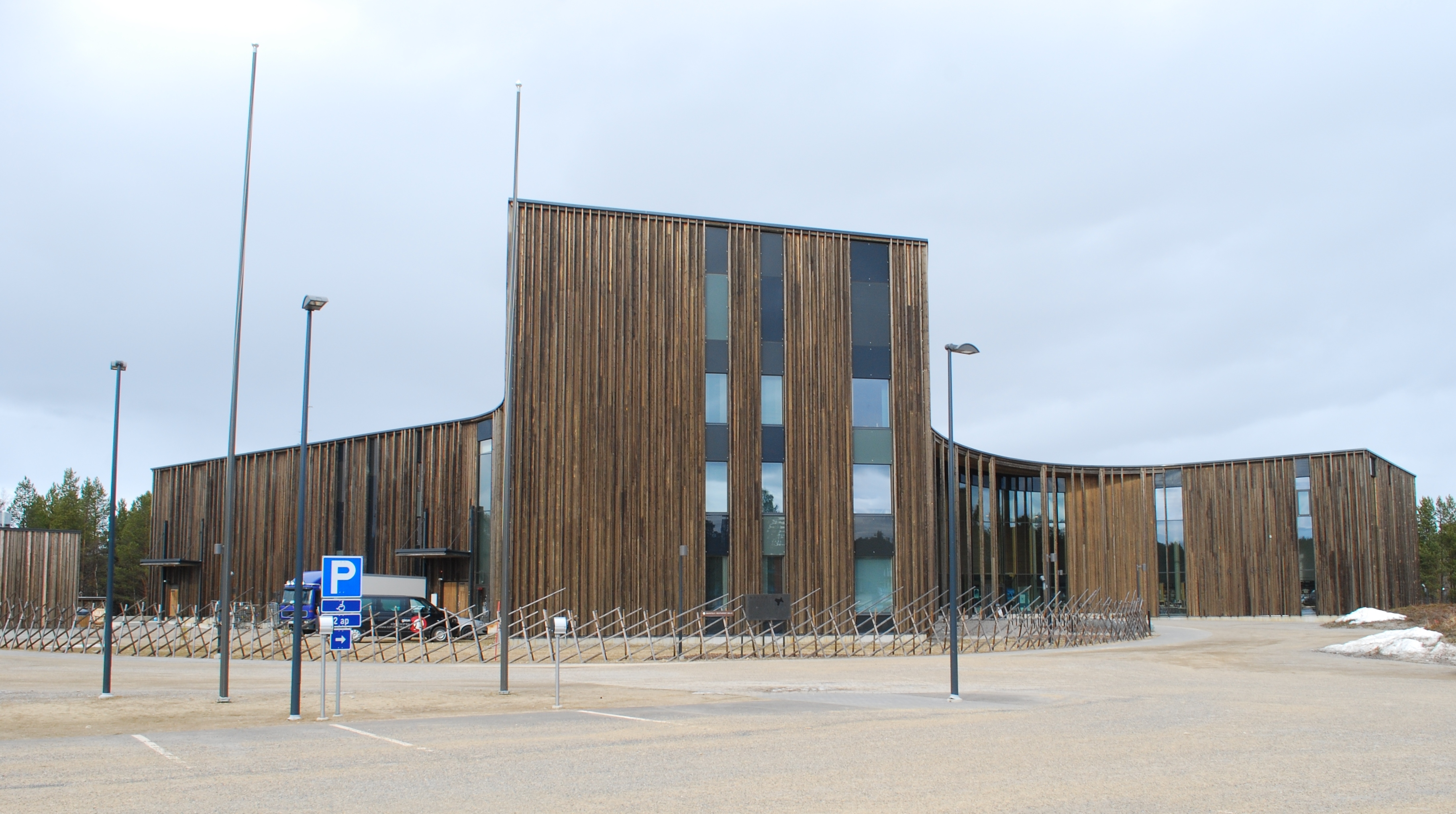
Die Räumlichkeiten des finnischen Sametings im Sajos-Kulturzentrum in Inari

Finnland richtete am 9. November 1973 als erstes Land eine samische Vertretung ein. Ursprünglich hieß diese „Sami-Parlament“ (nordsamisch Sámi parlameanta) bzw. „Sami-Delegation“ (finnisch Saamelaisvaltuuskunta). Am 17. Juli 1995 wurde das Gesetz über das Sameting verabschiedet, und am 2. März 1996 wurde das „Sami-Parlament“ offiziell zum „Sameting“.

## Norwegen

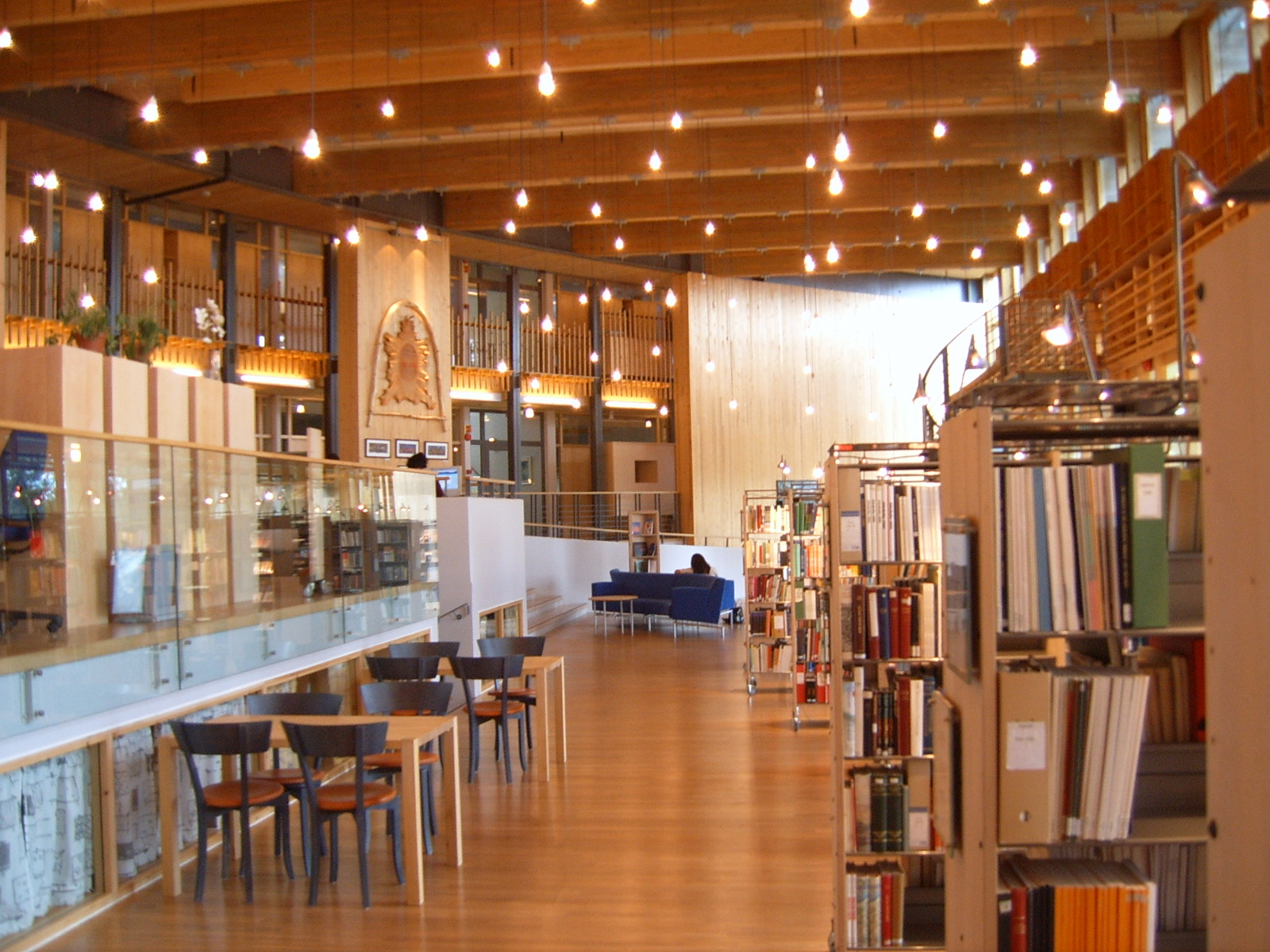
Die Bibliothek des norwegischen Sametings in Karasjok

Das norwegische Parlament verabschiedete am 12. Juni 1987 das Sami-Gesetz, das die Schaffung eines Sametings vorsah. Die erste Sitzung des norwegischen Sametings wurde am 9. Oktober 1989 von König Olav V. eröffnet.
Das Sameting hat momentan 39 Mitglieder, die alle vier Jahre direkt gewählt werden. Es tritt normalerweise viermal im Jahr zur Vollversammlung zusammen. Seine Aufgabe ist es, die im Sami-Gesetz zugesicherte Stellung der Samen und der samischen Sprache zu wahren. Das neue Parlamentsgebäude in Karasjok wurde am 2. November 2000 eröffnet und beherbergt auch eine samische Bibliothek.

## Schweden

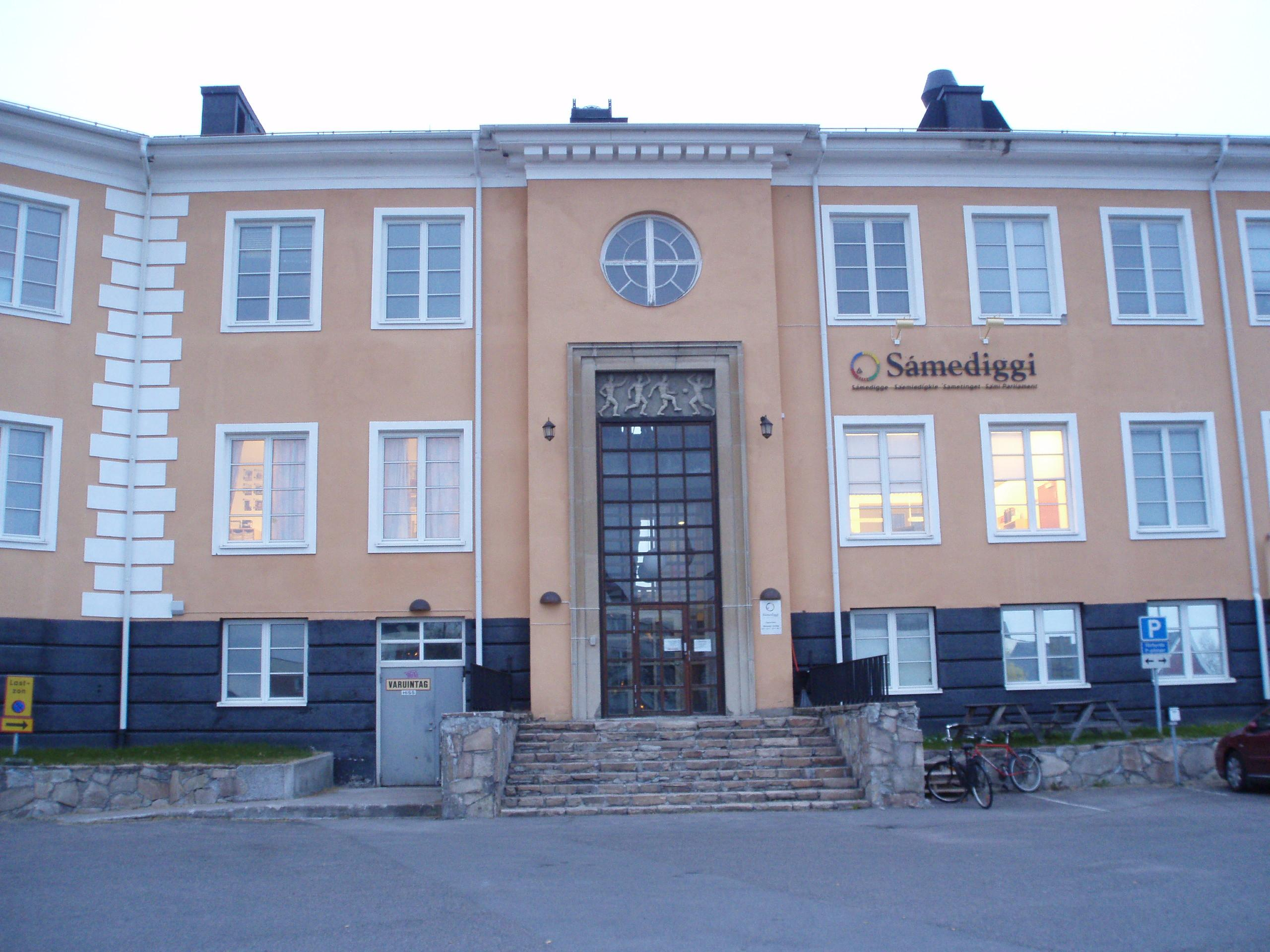
Das Gebäude mit dem Hauptbüro des schwedischen Sametings in Kiruna

In Schweden trat das Sameting-Gesetz am 1. Januar 1993 in Kraft. Die ersten Wahlen zum Sameting fanden am 16. Mai 1993 statt, und am 26. August 1993 eröffnete König Carl XVI. Gustaf die erste Sitzung des schwedischen Sametings in Kiruna. Das Sameting hat 31 Mitglieder, die alle vier Jahre gewählt werden.

## Russland
Das „Parlament der Kola-Samen“ (kildinsamisch Kuelnegk njoark Saam Sobbar Куэллнэгк нёарк Са̄мь Соббар, wörtlich „Versammlung der Samen der Halbinsel Kola“; russisch Саамское собрание Кольского полуострова „Samische Versammlung der Halbinsel Kola“) ist eine gewählte Volksversammlung, die 2010 von den Samen auf der Kola-Halbinsel in Russland nach dem Vorbild der samischen Parlamente in den nordischen Ländern gegründet wurde. Es wird von der russischen Regierung nicht anerkannt.

### Geschichte
Am 14. Dezember 2008 fand der 1. Kongress der russischen Samen statt. Die Konferenz beschloss, die Bildung eines russischen samischen Parlaments zu fordern, das von den örtlichen Samen gewählt werden soll. Ein Vorschlag, die Russische Föderation Vertreter im Samenparlament auswählen zu lassen, wurde mit klarer Mehrheit abgelehnt. Der Kongress wählte auch einen Repräsentantenrat, der für die Einrichtung eines Parlaments arbeiten und ansonsten die russischen Samen vertreten sollte.
Auf dem 2. Kongress der russischen Samen in Murmansk am 12. Dezember 2010 wurde das neue Parlament der Kola-Samen unter dem Namen Kuelnegk Soamet Sobbar gewählt. Es wurde auch beschlossen, dass der Kongress künftig alle vier Jahre stattfinden soll. Ziel der Versammlung ist es, das samische Volk zu vertreten und auf ein anerkanntes russisches samisches Parlament hinzuarbeiten. Laut einem Kommentator bleibt unklar, inwieweit die Regionalbehörden von Murmansk bereit sind, mit diesem Gremium zusammenzuarbeiten, obwohl „in der ... Versammlung die Kola Sámi ihre bisher einheitlichste und repräsentativste Struktur erreicht haben“.

## Internationale Zusammenarbeit
Die Samen Finnlands, Schwedens, Norwegens und Russlands betreiben eine enge politische Zusammenarbeit über die Ländergrenzen hinweg. Am 6. Februar 1997 unterzeichneten die Sametings Finnlands, Norwegens und Schwedens in Trondheim ein Abkommen, in dem sie die Gründung des Samischen Parlamentarischen Rates (nordsamisch Sámi Parlamentáralaš Rađđi) vereinbarten. Dieser trat erstmals im Jahr 2000 mit Abgeordneten der drei Sametings und Vertretern der russischen Samen, die keine eigene politische Vertretung haben, zusammen.